# Terra chilica
Terra chilica är en fjärilsart som beskrevs av William Schaus 1902. Terra chilica ingår i släktet Terra och familjen juvelvingar. Inga underarter finns listade i Catalogue of Life.